# 26. vestlige længdekreds
Den 26. vestlige længdekreds (eller 26 grader vestlig længde) er en længdekreds, der ligger 26 grader vest for nulmeridianen. Den løber gennem Ishavet, Grønland, Atlanterhavet, det Sydlige Ishav og Antarktis.